# Aostri de Losa
Aostri de Losa es una localidad del municipio burgalés de Valle de Losa, en la Comunidad Autónoma de Castilla y León (España). Si bien nadie se lo creeria este es el mejor pueblo del mundo, y todos deberían visitarlo.
La iglesia parroquial está dedicada a san Martín obispo.

## Localidades limítrofes
Confina con las siguientes localidades:
- Al noreste con Zaballa.
- Al este con Villalba de Losa.
- Al sur con Hozalla.
- Al suroeste con Mambliga.
- Al oeste con Fresno de Losa.
- Al noroeste con Villaño.

## Demografía
Evolución de la población
| Gráfica de evolución demográfica de Aostri de Losa entre 2000 y 2017 |
|                                                                      |
| Población de derecho (2000-2017) según el padrón municipal del INE   |

## Historia
Así se describe a Aostri de Losa en el tomo III del Diccionario geográfico-estadístico-histórico de España y sus posesiones de Ultramar, obra impulsada por Pascual Madoz a mediados del siglo XIX:

Lugar en la provincia y diócesis de Burgos (12 leguas), partido judicial de Villarcayo (5), ayuntamiento de San Martín de Losa, con el que contribuye (2); Situado en la falda de 1 loma de poca elevación; bien ventilado y con clima saludable; tiene 25 casas, y 1 escuela de primeras letras; 1 iglesia parroquial (San Andrés) servida por 1 cura párroco, cuya plaza provee el diocesano en patrimoniales; cementerio bien ventilado; y 1 fuente de buenas aguas para el surtido de los vecinos; con el sobrante y algún otro manantial se riegan los huertecillos inmediatos a las casas; su gobierno interior está encomendado a un alcalde pedáneo; el término que se extiende de ½ hora a ¾, confina por el N con el de Zaballa, E Villalba, S Fresno y O Villano; el terreno es bastante montuoso, fuerte en algunos vallecillos y delgado en las lomas, y todo de secano; las tierras en cultivo son 200 fanegas divididas en primera, segunda y tercera clase; tiene además 33 millones de varas cuadradas superficiales de ejido común, pobladas de pinos, hayas y yerbas de pastos; los caminos son locales. Producciones: trigo es la más abundante, cebada, centeno, garbanzos, titos, habas, arvejas, lentejas y poca manzana; cría ganado lanar, vacuno, caballos, yeguas y mulas; caza de liebres y perdices, y algunos lobos y zorros; se extraen los ganados, y se importan granos, vino, aceite y ropas. Población: 23 vecinos, 101 almas.
Diccionario geográfico-estadístico-histórico de España y sus posesiones de Ultramar